# Cecilia Payne Gaposchkin
Cecilia Helena Payne (Wendover, 10 maggio 1900 – Cambridge, 7 dicembre 1979) è stata un'astrofisica anglo-statunitense, nota per essere stata la prima a teorizzare che le stelle fossero composte essenzialmente di idrogeno ed elio, contraddicendo le teorie dell'epoca. Nel 1925 fu la prima persona a ottenere un dottorato in astronomia a Harvard e nel 1956 fu la prima donna a essere nominata capo del dipartimento di astronomia di Harvard.

## Biografia
Cecilia era la primogenita di tre figli. Sua madre, Emma Leonora Helena Pertz (1866-1947), era una pittrice di origine prussiana, mentre suo padre, Edward John Payne (1844-1904), era un avvocato inglese, studioso di storia e appassionato di musica. I genitori si sposarono nel 1899 e si trasferirono a vivere a Wendover. Dopo Cecilia, nacque il fratello Humfry (1902-1936) divenuto archeologo e la sorella Leonora (1904-1996). La serenità della prima infanzia s'interruppe il 26 dicembre 1904 con la morte del padre. La madre si occupò da sola di crescere i figli, stimolandone sempre la formazione culturale e la famiglia si trasferì a Londra quando Cecilia iniziò le scuole superiori. A 12 anni fu iscritta alla St Paul's Girls' School di Londra che ne stimolò la già innata curiosità scientifica. Si dedicò agli studi di botanica e ottenne una borsa di studio per entrare, a diciannove anni, al Newnham College, uno dei collegi femminili che costituivano l'Università di Cambridge. Entrata all'università per studiare botanica, fu talmente impressionata da una conferenza di Arthur Eddington, in cui il famoso astrofisico inglese presentò i risultati dei suoi studi a São Tomé e Príncipe che confermavano la teoria della relatività generale, che decise di cambiare subito facoltà iscrivendosi ad astronomia.
Nel 1923 terminò i suoi studi a Cambridge ottenendo solo un certificato, poiché l'università non rilasciò lauree alle donne fino al 1948. Payne si rese conto che non c'era futuro per i suoi studi in Inghilterra e decise quindi di trasferirsi negli Stati Uniti dove il Radcliffe College dell'Università di Harvard stava offrendo borse per ricercatrici donne. Raggiunse così Adelaide Ames, prima donna a ottenere un master in astronomia a Harvard, e colei che diventò la sua più cara amica quando insieme andarono a lavorare presso l'Harvard College Observatory, nel gruppo chiamato Harvard Computers. Ottenne la borsa dopo l'incontrò con Harlow Shapley, il nuovo direttore dell'Harvard College Observatory. Grazie all'enorme lavoro di catalogazione e classificazione di Annie Jump Cannon, Payne poté beneficiare del più grande archivio al mondo di spettri stellari. Nel 1924 presentò un articolo basato sulle sue ricerche a Henry Russell, che la dissuase dal pubblicarlo argomentando che le stelle e la Terra dovevano avere composizione simile.
Nel 1925 Payne ottenne il suo PhD in astronomia a Harvard con la tesi "Stellar Atmospheres, A Contribution to the Observational Study of High Temperature in the Reversing Layers of Stars", diventando così la prima persona a ottenere un dottorato in astronomia nella prestigiosa università del Massachusetts. Nella tesi presentò i risultati delle sue ricerche. Applicando la teoria della ionizzazione di Meghnad Saha, trovò una stretta correlazione tra la classe spettrale delle stelle e la loro temperatura. La tesi indicava anche come l'idrogeno fosse di gran lunga il maggior costituente del Sole, circa il 90%. Tuttavia, dato che allora si riteneva, erroneamente, che il Sole fosse costituito principalmente di ferro (in analogia con quanto accade nel nucleo della Terra), e timorosa della valutazione negativa di Russell, aggiunse che l'abbondanza d'idrogeno ed elio erano dati «quasi certamente non reali». Quattro anni dopo Russell giungeva alle medesime conclusioni, confermandone le tesi. L'astronomo Otto Struve la definì «indubbiamente la più brillante tesi di laurea mai scritta in astronomia».
Dopo il dottorato, Shapley la incitò a studiare la fotometria delle stelle, cosa che lei fece anche se continuò a studiare gli spettri stellari e nel 1930 editò la sua seconda pubblicazione "Stars of High Luminosity", che segnò il suo nuovo interesse per le nove e le stelle variabili. Shapley, che aveva molta stima di Payne, cercò di ottenere per lei il titolo di professore, ma l'allora presidente dell'università, Abbott Lawrence Lowell, glielo negò a causa dei pregiudizi di genere dell'epoca. Quando nel 1954 Shapley andò in pensione, fu sostituito da Donald Menzel, che riuscì a ottenere per lei la cattedra di astronomia nel giugno 1956. La notizia era tale, che fu riportata anche dal New York Times. Pochi mesi dopo divenne presidente del dipartimento di astronomia, all'età di 56 anni.
Si ritirò dall'insegnamento attivo nel 1966 e fu nominata professore emerito.

## Vita privata
Nel 1933 si recò in Europa per incontrare Boris Gerasimovich che aveva collaborato con Shapley dal 1927 al 1929 durante il suo breve soggiorno negli Stati Uniti. Durante quel viaggio, incontrò a Gottinga l'astrofisico russo Sergei Gaposhkin, che sposò l'anno successivo dopo averlo aiutato a trovare un posto all'università e con il quale ebbe tre figli: Edward, Katherine e Peter.

## Premi e riconoscimenti
- Premio Annie Jump Cannon per l'astronomia (1934).[12]
- Nominata membro dell'American Philosophical Society e della National Academy of Sciences.[13]
- Medaglia Rittenhouse (1961)
- L'asteroide 2039 Payne-Gaposchkin prende il suo nome. Le è stata dedicata anche una patera (struttura geologica costituita da una struttura crateriforme) sul pianeta Venere.[14]
- Nel 2008 l'Institute of Physics ha istituito il Cecilia Payne-Gaposchkin medal and prize.[15]
- Nel 2013 l'è stato intestato il Doctoral Dissertation Award in Astrophysics che è diventato il Cecilia Payne-Gaposchkin Doctoral Dissertation Award in astrofisica.[16]
- Il telescopio dell'All Sky Automated Survey for SuperNovae situato in Sudafrica, porta il suo nome.[17]

## Opere
Pubblicò diversi libri, tra cui:
- Stars of High Luminosity (1930);
- Variable Stars (1938);
- Variable Stars and Galactic Structure (1954);
- Introduction to Astronomy (1956);
- The Galactic Novae (1957);
- Cecilia Payne-Gaposchkin: an autobiography and other recollections (1984, ed. Katherine Haramundan).